# Antonello Antinoro
Antonio (Antonello) Antinoro (ur. 3 sierpnia 1960 w Palermo) – włoski i sycylijski polityk, poseł do Parlamentu Europejskiego VII kadencji.

## Życiorys
Z wykształcenia lekarz. W 2001 po raz pierwszy został posłem do Sycylijskiego Zgromadzenia Regionalnego z listy komitetu Nowa Sycylia. W parlamencie tym zasiadał do 2009 w okresie XIII, XIV i XV kadencji. W 2006 przystąpił do Unii Chrześcijańskich Demokratów i Centrum. W kwietniu 2008 zasiadł we włoskim Senacie. W maju tego samego roku wszedł w skład kierowanego przez Raffaele Lombardo rządu regionalnego Sycylii, odpowiadając za dziedzictwo kulturowe, ochronę środowiska i edukację. W konsekwencji z uwagi na zakaz łączenia zajmowanych stanowisk miesiąc później wygasł jego mandat senatora.
W wyborach w 2009 startował z ramienia Unii Centrum do Parlamentu Europejskiego. Europosłem został po rezygnacji wybranego z tej listy kandydata. W PE wybrano go na członka prezydium frakcji Europejskiej Partii Ludowej, przystąpił też do Komisji Rybołówstwa. W 2010 wsparł nową partię pod nazwą Ludowcy Włoch Jutra.
W 2009 został objęty postępowaniem karnym w związku z zarzutami kupowania głosów za pośrednictwem mafii w 2008. W 2013 w drugiej instancji orzeczono wobec niego karę 6 lat pozbawienia wolności. Wyrok ten został jednak uchylony w 2014 przez Najwyższy Sąd Kasacyjny. W 2016 ponowny proces zakończył się stwierdzeniem, że do kupowania głosów nie doszło za pośrednictwem mafii, a samo przestępstwo korupcji wyborczej uległo przedawnieniu.
Został później członkiem kierownictwa ugrupowania Noi con l’Italia.